# AutoBAn

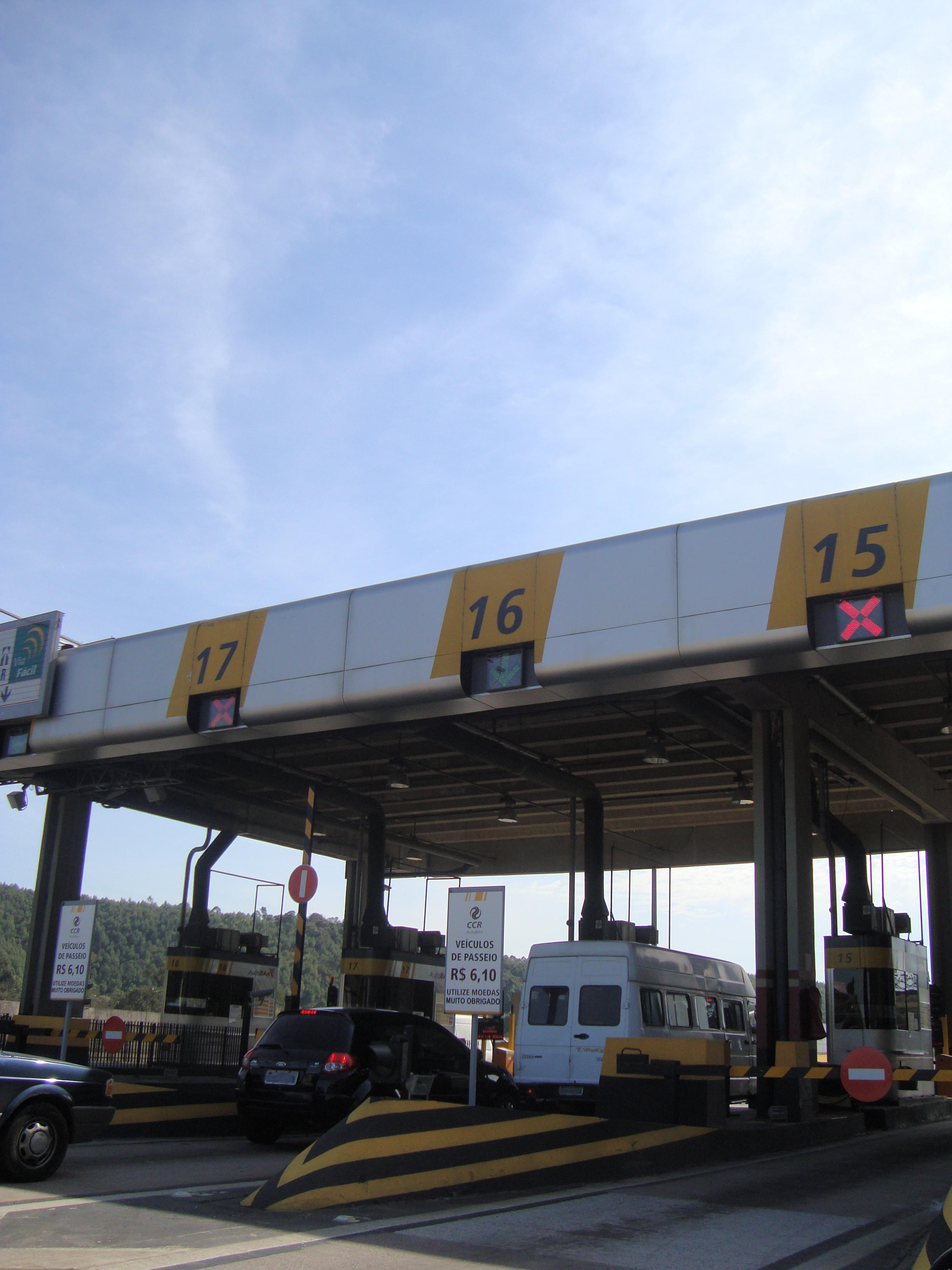
Pedágio na Rodovia dos Bandeirantes.

A AutoBAn (Autopistas Bandeirantes e Anhangüera) é uma empresa privada sediada em Jundiaí, SP, Brasil, na antiga sede da DERSA na Marginal Norte km 60,3 da SP-330 - Rodovia Anhanguera, e faz parte do Grupo CCR. A empresa é responsável desde 1 de maio de 1998, pela manutenção e pela exploração de duas das mais extensas rodovias do estado de SP, em regime de concessão:
- Rodovia dos Bandeirantes (SP 348) de São Paulo a Cordeirópolis, com 147,04 quilômetros de extensão.
- Rodovia Anhangüera (SP 330) de São Paulo a Cordeirópolis, com 159,67 quilômetros de extensão.

Administra ainda mais dois trechos de rodovias menores, que fazem parte do complexo denominado Bandeirantes-Anhanguera e que são gerenciados pela AutoBAn:
- Rodovia Dom Gabriel Paulino Bueno Couto (SP 300), na região de Jundiaí, com extensão de 2,6 quilômetros, em sentido de Itu sendo que após este trecho inicia-se o trecho administrado pela Rodovias das Colinas.
- Rodovia Adalberto Panzan (SPI 102/330), em Campinas, com extensão de 7,44 quilômetros que faz a interligação da Rodovia dos Bandeirantes à Rodovia Anhanguera a partir do km 95.

A concessionária tem sob sua guarda o total de 316,75 km. Com fluxo médio de 290 mil veículos por dia, o sistema é responsável pela interligação das regiões metropolitanas de São Paulo e Campinas, e das aglomerações urbanas de Jundiaí e Piracicaba, um dos mais ricos e ativos polos econômicos do País.